# Calathea
Calathea é um género botânico pertencente à família Marantaceae.
Existem aproximadamente 25 espécies. São nativas da América tropical, muitas subespécies são populares como plantas ornamentais de interiores.
São plantas herbáceas e vivazes.

## Algumas espécies
- Calathea albertii
- Calathea allouia
- Calathea cylindrica
- Calathea crocata
- Calathea lancifolia
- Calathea loeseneri
- Calathea louisae
- Calathea makoyana
- Calathea orbifolia
- Calathea ornata
- Calathea roseopicta
- Calathea rufibarba
- Calathea sanderiana
- Calathea undulata
- Calathea warscewiczii
- Calathea zebrina